# Protiara tropica
Protiara tropica är en nässeldjursart som beskrevs av Bigelow 1912. Protiara tropica ingår i släktet Protiara och familjen Protiaridae. Inga underarter finns listade i Catalogue of Life.